# 한국원자력학회
사단법인 한국원자력학회(Korea Nuclear Society, KNS)는 원자력에 관한 학술 및 기술의 발전을 도모함으로써 원자력의 개발, 발전 및 안전에 기여함을 목적으로 1969년 3월 8일에 설립된 학술단체이다. 사무실은 대전광역시 유성구 유성대로 794 뉴토피아빌딩 4층에 있다. 학술회와 강연회 개최, 회지와 학술간행물의 발간, 원자력에 관한 장학사업 등을 활동하고 있다. 학회 웹진 《뉴토피아》를 발행하고 있다.

## 주요 사업
- 학술회와 강연회의 개최
- 회지와 학술간행물의 발간 및 배부
- 산학연과의 원자력이용에 관한 협조 증진
- 원자력기술에 관한 자체·수탁 연구, 자문 및 평가
- 학회 활동에 관한 포상
- 원자력에 관한 장학사업
- 기타 학회의 목적에 필요한 사업

## 구성원
- 학회장
- 수석부회장
- 부회장
- 감사
- 총무이사
- 사업이사
- 학술이사
- 편집이사
- 재무이사
- 홍보이사
- 국제협력 이사
- 대학∙청년이사
- 기획이사
- 특임이사

## 웹진
- 《뉴토피아》[1]